# Toreutică
Toreutica (din greaca veche τορευτική) se numește arta de a sculpta, cizela și asambla lemnul, aurul și fildeșul, practicată în antichitatea greacă.
Prin extensie, termenul desemnează prelucrarea artistică a metalelor, în special a bronzului și argintului. Toreutica se referă și la orice lucrare în relief pe piese de metal de mici dimensiuni (monede, medalii) indiferent dacă relieful este negativ sau pozitiv.
Termenul toreutică a fost clarificat și s-a impus la începutul deceniului cinci al sec. XX, spre a desemna obiectele de metal antice, cizelate manual. Artistul lucra cu un ponson cu profilul vârfului rotunjit, ascuțit sau lățit ca o dăltiță, cu care se cizela manual, după modele miniaturizate sau direct după modele de mari dimensiuni, ornamentele nonfigurative ori figurative ale feluritelor obiecte din foaie metalică, ajutându-se de un ciocan. Nu toate piesele lucrate din foaie metalică se încadrează în noțiunea de toreutică. Văsăria metalică, obținută prin batere dintr-o singură foaie, nu aparține în principiu acestui domeniu. Dar dacă ea este împodobită cu aplice animaliere (protome de grifoni, spre exemplu) realizate cu dalta-ponson (toréus-caelum), atunci se încadrează.

## Maeștri contemporani ai toreuticii persane
• maestrul Bahram elyasi, care este unic în opera sa și are artă și capodopere de primă clasă în întreaga lume, este un gravator în stil Isfahani. El a fost numit gravatorul lui Farshchian. De Bahram elyasi O lucrare din colecția Saadabad, o lucrare din colecția Muzeului de Artă Contemporană din Teheran, o lucrare în Muzeul Războiului, o lucrare în Muzeul Conferința Islamică și două lucrările numite „Polo” sunt găzduite în Muzeul de Stat din Utah din America.
• maestrul Ali Rahimi a fost unul dintre renumiții maeștri ai gravurii și are un stil nou. (Lucrările sale speciale de gravare includ de la 10 la 15 personaje profesionale diferite, legate de o perioadă istorică. Fiecare personaj a venit cu îmbrăcăminte și accesorii unice. Alături de imagini cu copaci, flori și găini în câmpul muncii, ciocănite pe sferice și conice suprafețe de obiecte de cupru și argint. În cele din urmă, a murit în 1372 și a fost îngropat în (Grădina Rezvan) din Isfahan.
• maestrul Ebrahim Latkhafi a fost unul dintre renumiții și proeminenții maeștri de caligrafie și astrolab din Isfahan care a murit la 20.03.2012 și a fost înmormântat în secțiunea artiștilor din Grădina Rezvan din Isfahan.

## maestrul bahram elyasi

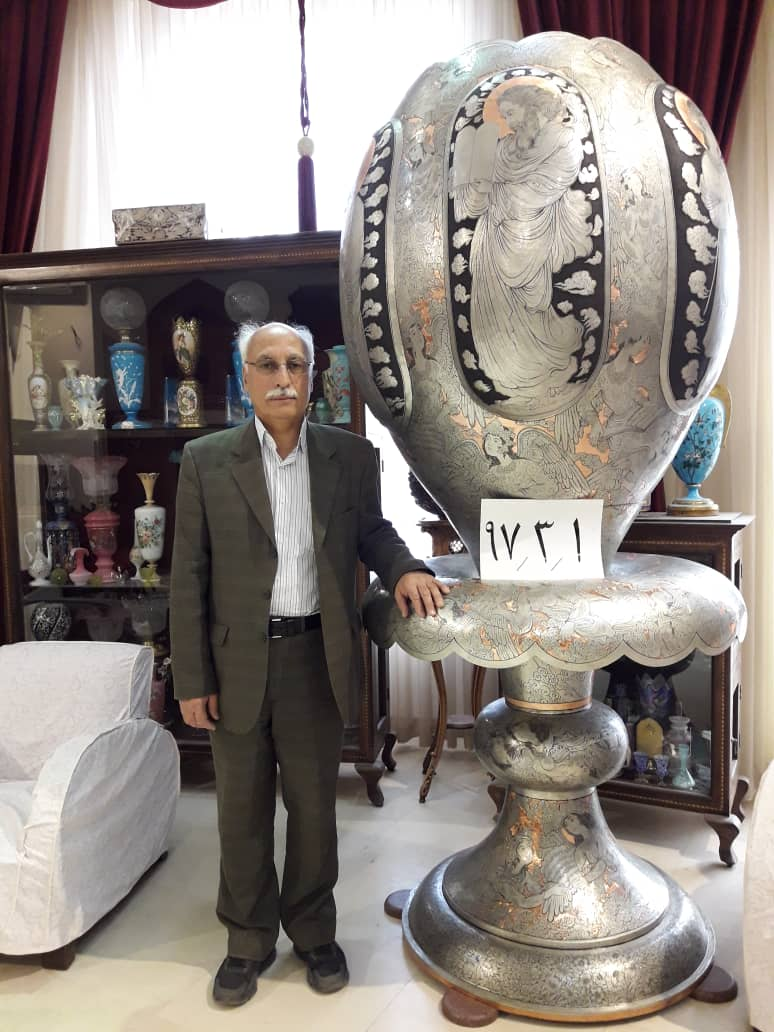
Bahram elyasi [https://en.wikipedia.org/wiki/Toreutics

Bahram elyasi s-a născut în 1956 în Shahrekord, Iran. Este un caligraf iranian proeminent. A pictat și miniaturat pe suprafețe metalice La vârsta de 15 ani, a început să lucreze în domeniul gravurii cu profesori precum Shah Mirza și Reza Gohari Mehr, iar rezultatul a fost câteva lucrări de mare durată până în 1398 AH.
Elyasi realizează miniaturi cu perii metalice pe cupru, care sunt unice în felul său. Unele dintre desenele în miniatură ale operelor lui elyasi au fost create de el și de alții cu colaborarea lui Abbas Rostamian. În lucrările sale, elyasi subliniază mai mult decât orice alte figuri și organe sub formă de fapte istorice și diferite evenimente iraniano-islamice.
Expozițiile de masterat din străinătate includ: două în Regatul Unit, una în Elveția și mai multe în Dubai și la periferia Iranului, după care au primit diverse distincții, iar muzeele interne din Iran și-au achiziționat unele dintre lucrările lor. Dervișii se află în Palatul Saadabad și un altul în Muzeul Conferinței Islamice.

## Mugurii Profeților din Bahram Elyasi
Noua lucrare a artistului Isfahani Maestrul Bahram Elyasi numit Ghancheh Anbia a fost prezentată oficial la cea de-a 32-a Expoziție Națională a Artizanatului Iranian din Teheran cu prezența Dr. Ali Asghar Monsan, Ministrul Patrimoniului Cultural, Turismului și Artizanatului. Înălțimea de 2 metri și 70 de centimetri a fost creată în mod continuu timp de patru ani și a fost pregătită în trei etape de proiectare, realizare a volumului și gravare. Și solidaritatea dintre religii și mesajul comun între toți profeții divini.

## Opera de artă a poeților persani de Maestrul Elyasi

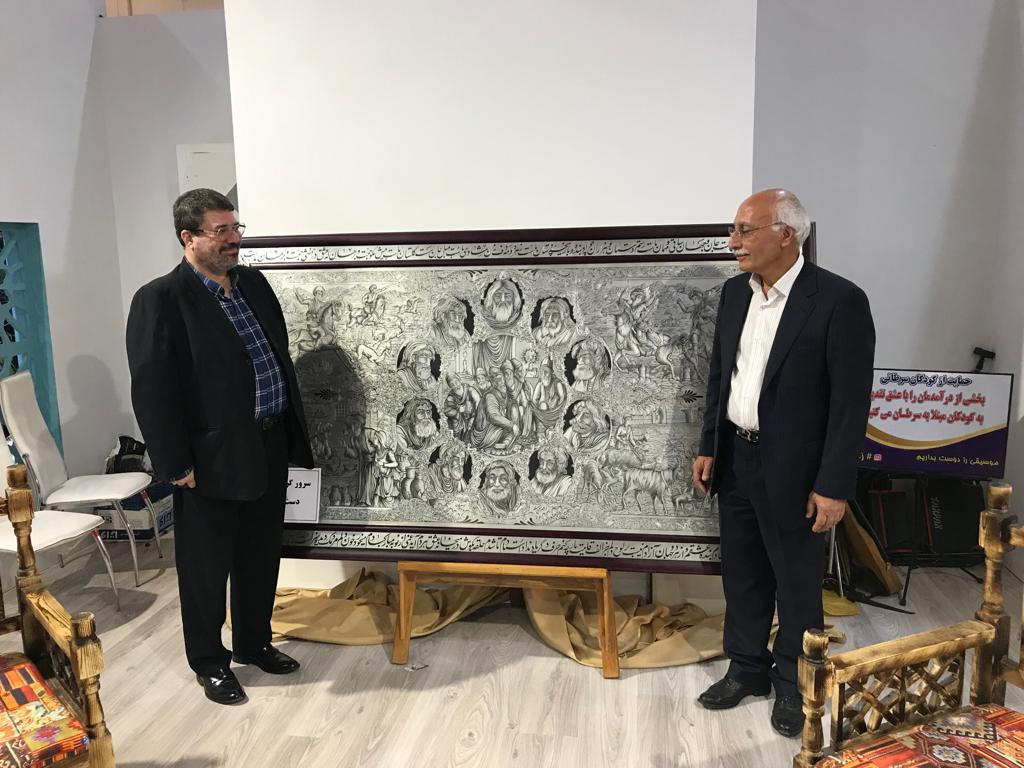
Maestrul Elyasi

Elyasi, cu scopul de a revigora numele unor figuri educate precum poeți iranieni celebri și oameni de știință în contextul artei sale, a început să creeze mai multe lucrări diferite numite „vedete” în 1992. Prima sa lucrare a fost finalizată doi ani mai târziu, iar construcția celui de-al doilea tablou al său de celebrități, care include mai mult de 40 de figuri diferite și se referă în principal la citirea poeziei și divinarea în rândul iranienilor, cu o lungime de 1 metru și o lățime de 70 de centimetri, a fost finalizată în 2006. Chitanță. Cinci ani mai târziu, în 2011, a fost recunoscută ca fiind cea mai bună operă orientală a anului la licitația anuală a târgului de artă din Viena. De asemenea, primul său tablou de vedete a fost dezvăluit pentru prima dată în cea de-a 26-a expoziție de artizanat și a anunțat că a lucrat pentru această lucrare timp de doi ani și opt ore pe zi. Această lucrare are 2 metri și 40 de centimetri lungime și 1 metru 40 de centimetri lățime. Este realizat din cupru și acoperit cu tablă, care include figurile lui Abu Ali Sina, Rumi, Saadi, Khayyam și Ferdowsi. Potrivit lui Eliassy, acest tablou are cinci părți. Din dreapta, dacă te uiți la tablou, acesta începe cu imaginea unui teren de vânătoare și se termină cu imaginea unui olar după jocul de polo și viața sub forma unei elipse, care este o metaforă pentru sfârșitul viață. Este gri. În mijlocul tabloului, în jurul poeziilor poeților este gravată o imagine a dervișilor și a Dora.